# Trigonomima
Trigonomima is een vliegengeslacht uit de familie van de roofvliegen (Asilidae).

## Soorten
- T. anmaliensis Joseph & Parui, 1980
- T. apipes Enderlein, 1914
- T. argentea Shi, 1992
- T. canifrons Enderlein, 1914
- T. cyanella Osten-Sacken, 1882
- T. fuscopoda Joseph & Parui, 1981
- T. gibbera Shi, 1992
- T. nigra Shi, 1992
- T. penecyanella Tomosovic, 2005
- T. pennipes (Hermann, 1914)
- T. plumipes (Meijere, 1914)
- T. trigonoides (Meijere, 1915)